# Sighetu Marmației
Pronunciação
Sighetu Marmației (em húngaro: Máramarossziget) é um município e cidade da Transilvânia com 41 246 habitantes, localizada no județ (distrito) de Maramureș.

## História
Habitada desde o período Hallstatt, sua área urbana ficava às margens de uma rota importante, ao longo do Vale do rio Tisza. A primeira referência a um assentamento no local remonta ao século XI e a existência da cidade como tal foi mencionada pela primeira vez em 1326. Em 1352, era uma cidade livre real, capital do condado de Máramaros, no Reino da Hungria.
A partir de 1556, o assentamento tornou-se local de residência dos príncipes da Transilvânia. De 1570 a 1733, a cidade e o condado foram parte do Principado da Transilvânia. Em 1733, o rei Carlos III devolveu o Condado de Máramaros à Hungria.
Sighetu Marmației era um dos centros da vida cultural e política dehúngaros, romenos, rusyns e judeus, no Reino da Hungria.
Pelo Tratado de Paris, no final da Segunda Guerra Mundial, a cidade passou a ser parte da Romênia, com o nome de Sighetu Marmației.

## Património
- Museu de Maramureş - Composto pelas:
  - Casa Memorial Elie Wiesel (escritor Prémio Nobel nascido em Sighetu Marmației, Roménia);
  - Casa Memorial Ioan Mihalyi de Apșa (historiador romeno);